# Andreas Skoglund
Andreas Skoglund (ur. 22 marca 2001) – norweski kombinator norweski, sześciokrotny medalista mistrzostw świata juniorów.

## Kariera
Po raz pierwszy na arenie międzynarodowej pojawił się 29 sierpnia 2014 roku w Oberstdorfie, gdzie w zawodach dzieci zajął dziewiąte miejsce. 
W 2018 roku wystąpił na mistrzostwach świata juniorów w Kandersteg, gdzie razem z kolegami z reprezentacji zdobył brązowy medal w sztafecie. Podczas rozgrywanych rok później mistrzostw świata juniorów w Lahti był trzeci w zawodach metodą Gundersena na 10 km oraz drugi w sztafecie. W 2020 roku na mistrzostwach świata juniorów w Oberwisenthal zdobył złoty medal w sztafecie mieszanej oraz był trzeci wraz z kolegami z reprezentacji. W 2021 roku na mistrzostwach świata juniorów w Lahti zdobył złoty medal w sztafecie mieszanej.
W Pucharze Świata zadebiutował 9 marca 2019 roku w Oslo zajmując 37. miejsce w Gundersenie. Pierwsze pucharowe punkty zdobył 7 grudnia 2019 roku w Lillehammer, gdzie był dwudziesty ósmy w Gundersenie.
Jego brat, Aleksander Skoglund, także uprawia kombinację norweską.

## Osiągnięcia

### Mistrzostwa świata
| Miejsce | Dzień   | Rok  | Miejscowość | Konkurencja          | Wynik zwycięzcy | Strata  | Zwycięzca          |
| ------- | ------- | ---- | ----------- | -------------------- | --------------- | ------- | ------------------ |
| 27.     | 1 marca | 2025 | Trondheim   | Kompakt HS102/7,5 km | 17:13,4         | +1:47,7 | Jarl Magnus Riiber |

### Mistrzostwa świata juniorów
| Miejsce | Dzień       | Rok  | Miejscowość    | Konkurencja                       | Wynik zwycięzcy | Strata  | Zwycięzca          |
| ------- | ----------- | ---- | -------------- | --------------------------------- | --------------- | ------- | ------------------ |
| 22.     | 30 stycznia | 2018 | Kandersteg     | Gundersen HS106/10 km             | 22:58,3         | +2:29,8 | Ondřej Pažout      |
| 3.      | 1 lutego    | 2018 | Kandersteg     | Sztafeta HS106/4x5 km             | 56:33,0         | +1:53,2 | Austria            |
| 5.      | 23 stycznia | 2019 | Lahti          | Gundersen HS100/5 km              | 13:43,0         | +47,5   | Julian Schmid      |
| 2.      | 25 stycznia | 2019 | Lahti          | Sztafeta HS100/4x5 km             | 53:16,4         | +14,3   | Niemcy             |
| 3.      | 27 stycznia | 2019 | Lahti          | Gundersen HS100/10 km             | 28:16,8         | +31,4   | Johannes Lamparter |
| DSQ     | 4 marca     | 2020 | Oberwiesenthal | Gundersen HS105/10 km             | 24:00,1         | -       | Jens Lurås Oftebro |
| 1.      | 6 marca     | 2020 | Oberwiesenthal | Sztafeta mieszana HS105/4x2,5 km  | 41:15,6         | -       | -                  |
| 3.      | 8 marca     | 2020 | Oberwiesenthal | Sztafeta HS105/4x5 km             | 47:23,5         | +38,2   | Austria            |
| 5.      | 11 lutego   | 2021 | Lahti          | Gundersen HS100/10 km             | 26:24,3         | +1:48,3 | Johannes Lamparter |
| 1.      | 12 lutego   | 2021 | Lahti          | Sztafeta mieszana HS100/4x3,75 km | 41:29,1         | -       | -                  |

### Puchar Świata

#### Miejsca w klasyfikacji generalnej
- sezon 2018/2019: niesklasyfikowany
- sezon 2019/2020: 41.
- sezon 2020/2021: 29.
- sezon 2021/2022: 43.
- sezon 2022/2023: 24.
- sezon 2023/2024: 37.
- sezon 2024/2025: 22.

#### Miejsca na podium chronologicznie
Jak dotąd Skoglund nie stawał na podium zawodów PŚ.

### Puchar Kontynentalny

#### Miejsca w klasyfikacji generalnej
- sezon 2017/2018: 77.
- sezon 2018/2019: 40.
- sezon 2019/2020: 40.
- sezon 2020/2021: 34.
- sezon 2021/2022: 5.
- sezon 2022/2023: 29.
- sezon 2023/2024: nie brał udziału
- sezon 2024/2025: 17.

#### Miejsca na podium chronologicznie
| Nr  | Data             | Miejscowość | Konkurencja           | Wynik zwycięzcy | Pozycja | Strata | Zwycięzca           |
| --- | ---------------- | ----------- | --------------------- | --------------- | ------- | ------ | ------------------- |
| 1.  | 26 stycznia 2020 | Rena        | Gundersen HS109/10 km | 24:54,8         | 3.      | +24,4  | Lars Ivar Skårset   |
| 2.  | 6 lutego 2021    | Lahti       | Gundersen HS100/10 km | 26:56,6         | 1.      | -      | -                   |
| 3.  | 18 grudnia 2021  | Ruka        | Gundersen HS142/10 km | 27:24,4         | 1.      | -      | -                   |
| 4.  | 19 grudnia 2021  | Ruka        | Gundersen HS142/10 km | 26:59,5         | 3.      | +41,9  | Einar Lurås Oftebro |
| 5.  | 21 stycznia 2022 | Klingenthal | Gundersen HS140/5 km  | 14:30,5         | 2.      | +39,9  | Simen Tiller        |
| 6.  | 22 stycznia 2022 | Klingenthal | Gundersen HS140/10 km | 26:48,7         | 2.      | +22,3  | Simen Tiller        |
| 7.  | 11 lutego 2022   | Lillehammer | Gundersen HS98/10 km  | 22:40,0         | 1.      | -      | -                   |
| 8.  | 17 marca 2023    | Lahti       | Gundersen HS130/10 km | 25:39,2         | 1.      | -      | -                   |
| 9.  | 10 stycznia 2025 | Klingenthal | Kompakt HS140/7,5 km  | 22:22,1         | 1.      | -      | -                   |
| 10. | 25 stycznia 2025 | Schonach    | Kompakt HS100/8 km    | 19:55,9         | 1.      | -      | -                   |
| 11. | 26 stycznia 2025 | Schonach    | Gundersen HS100/10 km | 24:46,4         | 1.      | -      | -                   |

### Letnie Grand Prix

#### Miejsca w klasyfikacji generalnej
- 2019: (62.)[7]
- 2021: nie brał udziału
- 2022: (42.)[8]
- 2023: (36.)[9]
- 2024: niesklasyfikowany

#### Miejsca na podium chronologicznie
Jak dotąd Skoglund nie stawał na podium zawodów LGP.